# Međuopćinska nogometna liga Karlovac – Gospić 1988./89.
Međuopćinska nogometna liga Karlovac – Gospić je bila liga šestog stupnja nogometnog prvenstva Jugoslavije u sezoni 1988./89. 
  
Sudjelovalo je 12 klubova, a prvak je bio klub "Ivo Lola Ribar" iz Karlovca (četvrt Mostanje).  

## Sustav natjecanja
12 klubova je igralo dvokružnu ligu (22 kola). U slučaju neriješenog rezultata se izvodilo raspucavanje jedanaesterca te bi pobjednik dobio 1 bod, a poraženi u raspucavanju bi ostao bez bodova.

## Ljestvica
| mj. | klub                                   | ut. | pob. | ner. | (p-11m) | por. | gol+ | gol- | bod |
| --- | -------------------------------------- | --- | ---- | ---- | ------- | ---- | ---- | ---- | --- |
| 1.  | Ivo Lola Ribar (Karlovac – Mostanje)   | 22  | 16   | 2    | 1       | 4    | 54   | 21   | 33  |
| 2.  | Croatia Žakanje                        | 22  | 14   | 6    | (1)     | 2    | 48   | 28   | 29  |
| 3.  | Krbava Udbina                          | 22  | 11   | 6    | (1)     | 5    | 34   | 24   | 23  |
| 4.  | Mladost Topusko                        | 22  | 10   | 5    | (3)     | 7    | 47   | 39   | 23  |
| 5.  | Duga Resa                              | 22  | 7    | 8    | (7)     | 7    | 48   | 34   | 21  |
| 6.  | Korana (Karlovac – Turanj)             | 22  | 8    | 4    | (4)     | 10   | 35   | 47   | 20  |
| 7.  | VOŠK Belavići                          | 22  | 9    | 3    | (0)     | 10   | 36   | 43   | 18  |
| 8.  | Kordun Krnjak                          | 22  | 8    | 2    | (1)     | 12   | 39   | 43   | 17  |
| 9.  | Plitvice (Jezerce – Mukinje)           | 22  | 8    | 4    | (0)     | 10   | 43   | 45   | 16  |
| 10. | Lika Lički Osik                        | 22  | 6    | 6    | (4)     | 10   | 24   | 34   | 16  |
| 11. | Vatrogasac (Karlovac – Gornje Mekušje) | 22  | 5    | 5    | (2)     | 12   | 35   | 49   | 12  |
| 12. | Udarnik Perušić                        | 22  | 3    | 3    | (1)     | 16   | 22   | 58   | 7   |
|     | UKUPNO                                 | 264 | 105  | 54   | (25)    | 105  | 465  | 465  |     |

- iz dostupnog izvora ljestvica sadrži netočan broj pobjeda nakon raspucavanja jedanaesteraca
- iz naselja Jezerce naknadno izdvajanjem nastalo naselje Plitvička Jezera sa dijelom Mukinje
- U slučaju neriješenog rezultata se izvodilo raspucavanje jedanaesterca te bi pobjednik dobio 1 bod, a poraženi u raspucavanju bi ostao bez bodova.

## Rezultatska križaljka
| kratica | klub                                   | CRO | DUGR | IVLR | KORA | KORD | KRB | LIKA | MLA | PLI | UDA | VAT | VOŠK |
| --- | -------------------------------------- | --- | ---- | ---- | ---- | ---- | --- | ---- | --- | --- | --- | --- | ---- |
| CRO | Croatia Žakanje                        |     |      |      |      |      |     |      |     |     |     |     |      |
| DUGR | Duga Resa                              |     |      |      |      |      |     |      |     |     |     |     |      |
| IVLR | Ivo Lola Ribar (Karlovac – Mostanje)   |     |      |      |      |      |     |      |     |     |     |     |      |
| KORA | Korana (Karlovac – Turanj)             |     |      |      |      |      |     |      |     |     |     |     |      |
| KORD | Kordun Krnjak                          |     |      |      |      |      |     |      |     |     |     |     |      |
| KRB | Krbava Udbina                          |     |      |      |      |      |     |      |     |     |     |     |      |
| LIKA | Lika Lički Osik                        |     |      |      |      |      |     |      |     |     |     |     |      |
| MLA | Mladost Topusko                        |     |      |      |      |      |     |      |     |     |     |     |      |
| PLI | Plitvice (Jezerce – Mukinje)           |     |      |      |      |      |     |      |     |     |     |     |      |
| UDA | Udarnik Perušić                        |     |      |      |      |      |     |      |     |     |     |     |      |
| VAT | Vatrogasac (Karlovac – Gornje Mekušje) |     |      |      |      |      |     |      |     |     |     |     |      |
| VOŠK | VOŠK Belavići                          |     |      |      |      |      |     |      |     |     |     |     |      |
| |                                        |     |      |      |      |      |     |      |     |     |     |     |      |
| podebljan rezultat - utakmice od 1. do 11. kola (1. utakmica između klubova) rezultat normalne debljine - utakmice od 12. do 22. kola (2. utakmica između klubova) rezultat nakošen - nije vidljiv redoslijed odigravanja međusobnih utakmica iz dostupnih izvora rezultat smanjen * - iz dostupnih izvora nije uočljiv domaćin susreta prekrižen rezultat - poništena ili brisana utakmica p - utakmica prekinuta 3:0 p.f. / 0:3 p.f. - rezultat 3:0 bez borbe (_:_ 11 m) - rezultat u raspucavanju jedanaesteraca u slučaju neriješenog rezultata n.i. - nije igrano |                                        |     |      |      |      |      |     |      |     |     |     |     |      |

 Izvori: